# 虚偽表示
虚偽表示（きょぎひょうじ）とは、意思表示を行う者（表意者）が相手方と通謀してなした虚偽の意思表示のこと。通謀虚偽表示ともいう。
- 日本の民法は、以下で条数のみ記載する。

## 概説
民法上、通謀虚偽表示とは「相手方と通じてした虚偽の意思表示」をいい（94条）、心裡留保や錯誤とともに意思の不存在（意思の欠缺）の一種とされる。心裡留保との違いは相手方との通謀がある点である。民法94条の典型的な適用事例は、自己所有の不動産に対する強制執行を逃れるために登記名義を他人へ移す場合（仮装売買）である。なお、相手方との通謀の上になされる民法第94条の虚偽表示を「通謀虚偽表示」と呼ぶのに対し、表意者単独でなされる民法第93条の心裡留保を「単独虚偽表示」と呼ぶことがある。

## 虚偽表示の要件
虚偽表示の要件として、外観として虚偽の意思表示がなされること及び相手方との通謀があることが必要である。ただし、相手方のある単独行為や相手方のない単独行為にも94条は類推適用される（他の共有者と通謀した共有持分権の放棄につき最判昭42・6・22民集21巻6号1479頁）。
なお、当事者の経済的目的と行為の法律的性質に食い違いがあることは虚偽表示ではない。当初、判例は譲渡担保を虚偽表示として無効としていたが間もなくして有効と判示するようになった。

## 虚偽表示の効果

### 当事者間の関係
虚偽表示（通謀虚偽表示）に法律効果を認めるべき理由はなく無効である（94条1項）。

### 第三者との関係
先述のように虚偽表示は原則として無効であるが（94条1項）、この意思表示の無効は善意の第三者に対して対抗できない（94条2項）。なお、この意味は表意者側から第三者に対して無効を主張できないという意味であるから、第三者側から表意者に対して無効を主張することはできる。

#### 第三者の範囲
判例によれば、民法94条2項の「第三者」とは「虚偽の意思表示の当事者またはその一般承継人以外の者であつて、その表示の目的につき法律上利害関係を有するに至つた者」をいうとしている（通説・判例。大判大5・11・17民録22輯2089頁(原文「第三者トハ其法律行為ノ当事者及ヒ其一般承継人以外ノ者ニシテ其法律行為ハ虚偽無効ナリトノ確定的信念ヲ有セスシテ之ニ付テ法律上ノ利害関係ヲ成立セシメタル者」)、最判昭42・6・29判時491号52頁、最判昭45・7・24民集24巻7号1116頁ほか）。
- 第三者に該当する例
  1. 不動産の仮装譲受人から目的物につき抵当権の設定を受けた者（大判大4・12・17民録21輯ほか）
  2. 虚偽表示の目的物を差し押さえた債権者（大判昭12・2・9判決全集4巻4号4頁ほか）
  3. 仮装債権が譲渡され仮装債務者に債権譲渡の通知がなされた場合の譲受人（大判明40・6・1民録13輯619頁ほか）

- 第三者に該当しない例
  1. 先順位抵当権が仮装放棄され、目的物につき順位上昇を主張する後順位抵当権者[9]。
  2. 債権の仮装譲受人から債権の取立てのために債権を譲り受けた者（大決大9・10・18民録26輯1551頁ほか）
  3. 土地賃借人がその所有する借地上の建物を仮装譲渡した場合の土地を所有する土地賃貸人（最判昭38・11・28民集17巻11号1446頁ほか）
  4. 仮装譲受人の単なる一般債権者

#### 第三者と善意・無過失・対抗要件
- 第三者の善意
94条2項の「第三者」は善意でなければならない（94条2項参照）。「善意」とは虚偽表示であるという事実を知らないことをいい、悪意の第三者に対しては当事者は無効を対抗しうる[10]。善意・悪意は第三者がその地位を取得した時すなわち取引時を基準として判断する（通説・判例。大判大5・11・17民録22輯2089頁、最判昭55・9・11民集34巻5号683頁）[11][12]。第三者が善意の立証責任を負うが（通説・判例。最判昭35・2・2民集14巻1号36頁、最判昭41・12・22民集20巻10号2168頁）、多くの場合には事実上の推定を受けるものと考えられている[11][12]。

- 第三者の無過失の要否
第三者の無過失の要否については学説に対立がある[13][8]。
  - 無過失不要説
通説[14]や判例[15]は、同項の適用を受ける第三者は、条文の文言どおり、虚偽の意思表示について「善意」であればよいとする。虚偽表示を行った者は虚偽の外観の作出への帰責性が強いことを理由とする。
  - 善意無重過失説
第三者は善意であれば軽過失があってもよいが、無重過失であることを要するとする。
  - 無過失必要説
第三者には善意のみならず無過失まで要する。

- 第三者の対抗要件の要否
虚偽表示においては登記の具備についても問題となる[16][17]。
  - 表意者と第三者
通説・判例は表意者と第三者の関係は前主・後主の関係であり、対抗関係にないので第三者が対抗要件を備えることは不要であるとしている（最判昭44・5・27民集23巻6号998頁）。これに対して第三者が保護されるには対抗要件として登記が必要であるとする説あるいは資格保護要件として登記を要するとみる説もある。
  - 第三者相互間
甲が乙と不動産譲渡の虚偽表示（仮装譲渡）をし、善意の第三者である丙が乙からこの不動産を譲受けた後に、甲が他の第三者である丁に不動産を譲渡した場合には、丙と丁は対抗関係に立ち、丙が丁に対して不動産取得を主張するには不動産の取得登記を要するとする（通説・判例。最判昭42・10・31民集21巻8号2232頁）。ただし、善意者保護の観点から対抗関係を否定して登記は不要とみる学説もある。

#### 転得者の地位
- 善意の転得者の地位
94条2項は虚偽表示という外観を信頼した善意の第三者を保護する規定であり、保護の要請は直接の善意の第三者の場合であっても善意の転得者の場合であっても変わりない。したがって、善意の転得者は94条2項の「第三者」に含まれ保護される（通説・判例[18]）[19][20]。

- 悪意の転得者の地位
善意の第三者からの悪意の転得者の地位については以下のように学説が対立している[21][20]。
  - 絶対的構成説（絶対的効力説。多数説・判例[22]）
いったん善意の第三者が現れれば絶対的に所有権が移転し、以後は悪意の転得者であっても保護される。法律関係の早期の安定を図る趣旨である。善意者からの悪意の転得者が保護されるが、善意者の追奪担保責任は追及されず、結果として善意者を保護することになる。
信義則により保護の対象から除外する転得者の識別基準を善意･悪意以上に求めることになり基準があいまいになるとの批判がある。
  - 相対的構成説（相対的効力説）
虚偽表示の効力を第三者ごとに相対的に判断し、善意の第三者が介在していた場合であっても悪意の転得者は常に保護されず具体的な公平に合致する。
法律関係が複雑になり、結果として善意の第三者に不利益が生ずる可能性があるとの批判がある。

### 適用範囲
- 単独行為
94条は相手方のある単独行為にも適用がある（最判昭31・12・28民集10巻12号1613頁）[6]。
- 身分行為
身分行為についても虚偽表示は無効とすべきであるが、2項の適用はない（通説・判例。大判大11・2・25民集1巻69頁）[7][12]。2項を適用すると婚姻や養子縁組が当事者間では存続するが一部の者に対しては解消されるという不当な結果になるためである[7]。
- 会社法上の特則
会社法は設立時発行株式及び募集株式の引受けについては法的安定性を確保するため民法の一般原則を変更している[23][24]。株式の引受けの意思表示については94条1項の適用はないものとされている（会社法51条1項・会社法211条）[23][24]。

## 虚偽表示の撤回
虚偽表示を撤回するためには虚偽の外観・外形を完全に取り除いてしまう必要がある（通説）。

## 94条2項類推適用
94条2項は、上述のとおり直接には表意者が積極的に相手方と通謀し虚偽表示に関わったケースを想定し、第三者保護の側面が強い規定であるが、不動産の所有者が他人の専断によってなされた登記を放置するなど消極的に虚偽の表示が残るに任せたケースにおいても、権利の外観を信じた第三者の保護を図る必要ありとして類推適用される。登記の公示力のみを認め公信力を持たせない日本の民法制度下では、不動産取引において特に重要な理論である。
94条2項類推適用の場合、学説では外観の作出の帰責性の観点から善意・無過失等の要件につき類型化されている。
なお、真の所有者（A）と通謀してなされた仮登記によって外観上の仮登記権利者となった者（B）が、Aに無断で本登記を行い、第三者に不動産を購入したケースでの類推適用では、表見代理について定めた民法110条の法意も加えるという理論構成により、保護される第三者には無過失という主観的要件があることを導き出した判例がある。